# Ernst Wilhelm von Brücke
Ernst Wilhelm Ritter von Brücke (tên khai sinh là Ernst Wilhelm Brücke, 6 tháng 7 năm 1819 – 7 tháng 1 năm 1892) là một thầy thuốc và nhà sinh lý học người Đức.
Ông nổi tiếng vì đã ảnh hưởng tới Sigmund Freud, một trong các sinh viên y khoa của ông. Ảnh hưởng này đã dẫn tới việc lập ra khoa học psychodynamics.

## Tiểu sử tóm tắt
- 1842 tốt nghiệp bác sĩ y khoa ở Đại học Berlin.
- 1843 làm phụ tá nghiên cứu cho Johannes Peter Müller
- 14 tháng 1 năm 1845 lập ra Physikalische Gesellschaft (Hội Vật lý) ở Berlin cùng với Emil Du Bois-Reymond, Hermann von Helmholtz và các người khác, tại nhà của nhà vật lý học Heinrich Gustav Magnus. Hội này sau đó trở thành Deutsche Physikalische Gesellschaft (Hội Vật lý Đức).
- 1848 giáo sư Sinh lý học ở Đại học Königsberg
- Từ 1849 giáo sư Sinh lý học ở Đại học Wien.
- 1885 được bầu làm viện sĩ Viện Hàn lâm Khoa học Hoàng gia Thụy Điển.
- 1890 Di cư sang Áo

## Tác phẩm chọn lọc
- Brücke, Ernst W. 1848. Ueber die Bewegungen der Mimosa pudica. Archiv für Anatomie, Physiologie und wissenschaftliche Medicin: 434-455
- Brücke, Ernst W. 1852. Beiträge zur vergleichenden Anatomie und Physiologie des Gefässsystems. Denkschriften: Akademie der Wissenschaften Wien, Mathematisch-Naturwissenschaftliche Classe 3: 335-367
- Brücke, Ernst W. 1856. Grundzüge der Physiologie und Systematik der Sprachlaute für Linguisten und Taubstummenlehrer. Wien: C. Gerold & Sohn
- Brücke, Ernst W. 1861. Die Elementarorganismen. Sitzungsberichte der Mathematisch-Naturwissenschaftlichen Classe der Kaiserlichen Akademie der Wissenschaften 44: 381-406
- Brücke, Ernst W. 1866. Die Physiologie der Farben für die Zwecke der Kunstgewerbe. Leipzig: S. Hirzel
- Brücke, Ernst W. 1871. Die physiologischen Grundlagen der neuhochdeutschen Verskunst.  Wien: C. Gerold & Sohn